# Deutscher Evangelischer Frauenbund
Der Deutsche Evangelische Frauenbund (DEF), bis 1969 Deutsch-Evangelischer Frauenbund (D.E.F.B.), ist eine protestantische Frauenorganisation. Er wurde am 7. Juni 1899 in Kassel gegründet und war innerhalb der christlichen Frauenbewegung die einzige Gruppierung mit eigenständiger Organisationsstruktur und als erster bereits am 18. September 1901 im Vereinsregister eingetragen. Der Sitz ist seither in Hannover. Dem Bundesverband gehören neun Landesverbände mit ca. 100 Ortsverbänden und Anschlussvereinen und ca. 10.000 Mitglieder an.
Der DEF gilt als die einzige protestantische Frauenorganisation, die sich bewusst auch als Teil der bürgerlichen Frauenbewegung verstand und gesellschaftspolitisch Einfluss genommen und zu einer Modernisierung des Frauenbildes in der evangelischen Kirche beigetragen hat.

## Geschichte

### Anfänge des Frauenbundes

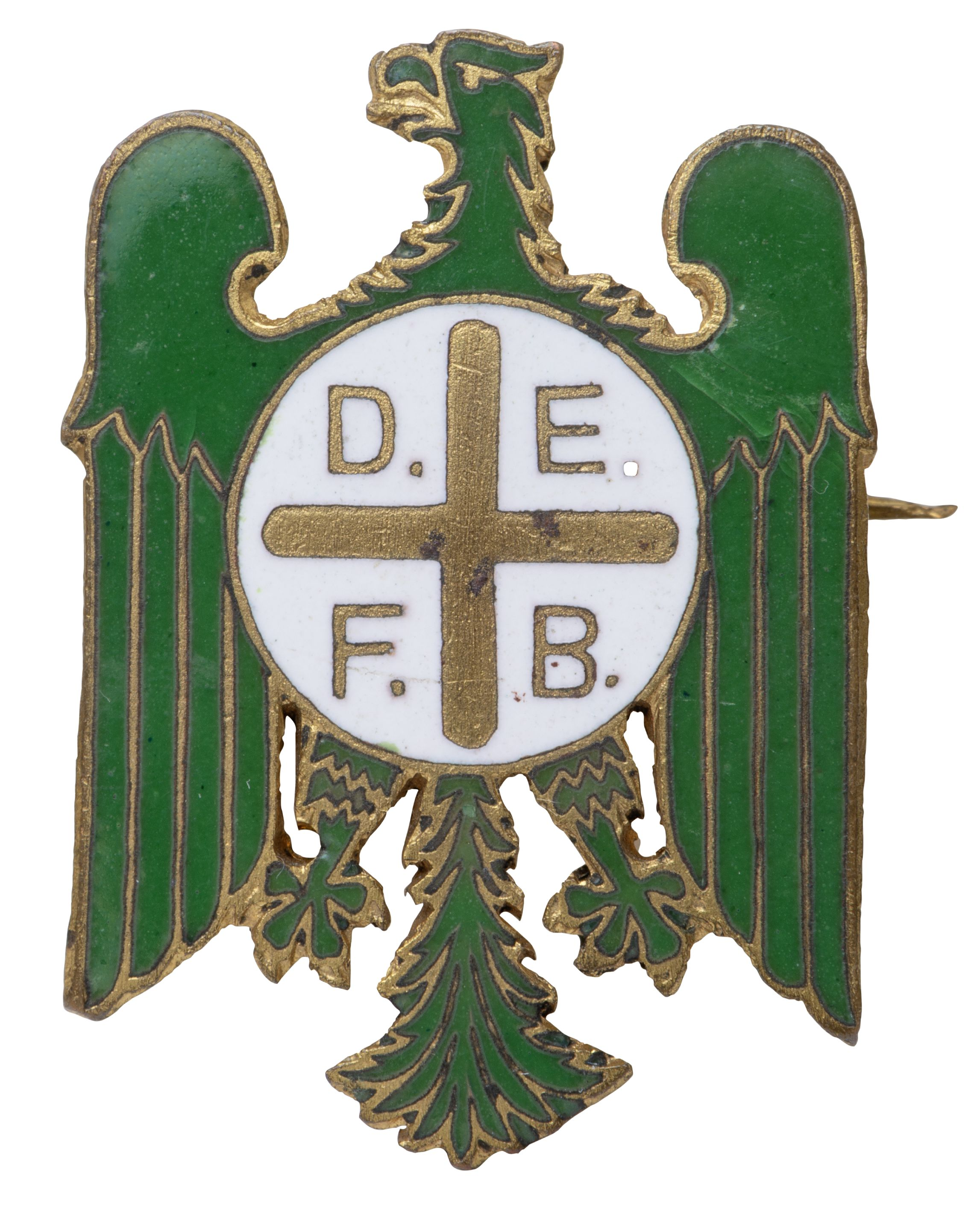
Anstecker des D.E.F.B. aus dem Jahr 1915

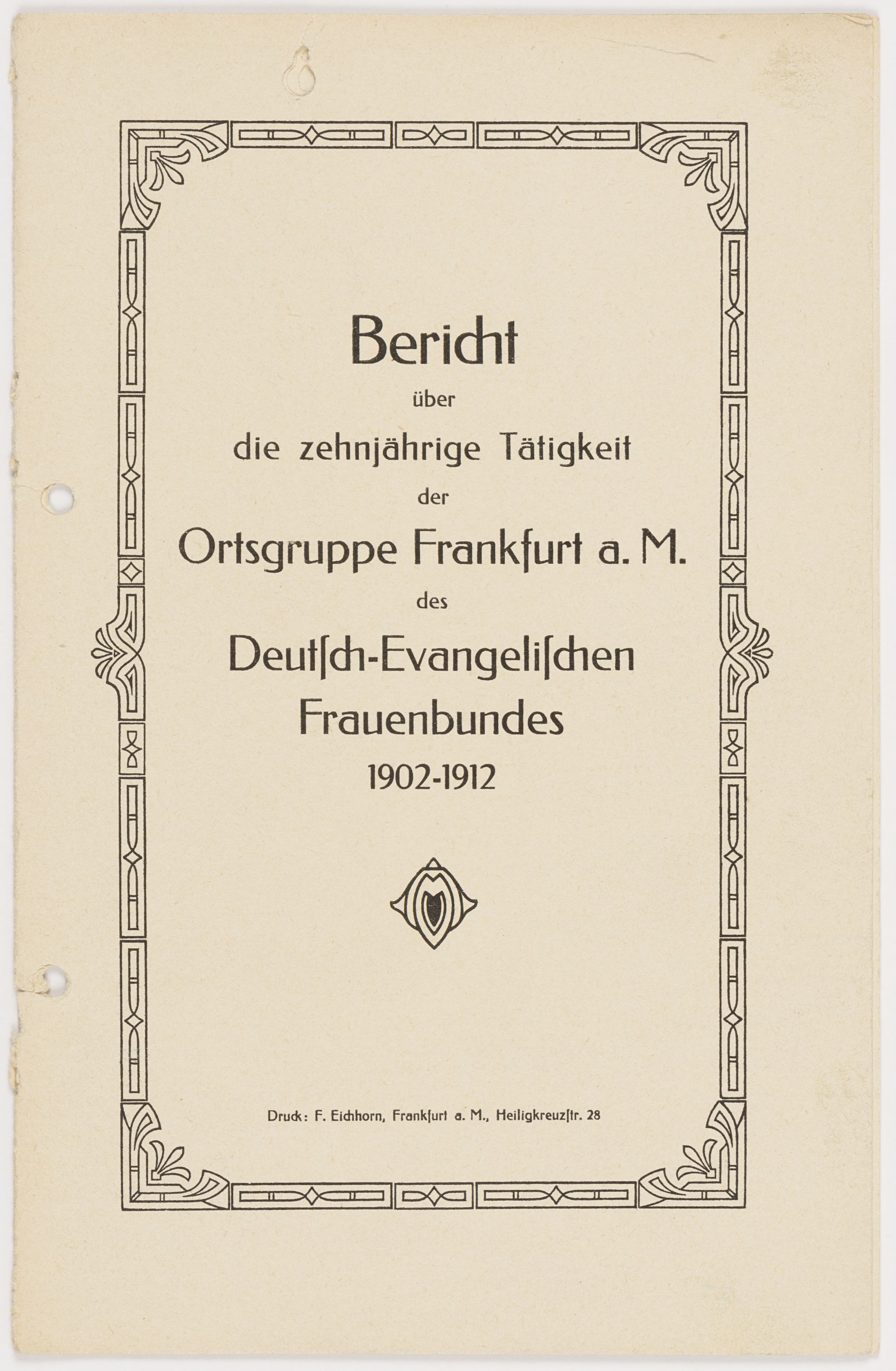
Zehn-Jahres-Bericht (1902–1912) der Ortsgruppe Frankfurt a. M. des DEFB

Die Gründung des Vereins fällt in die Zeit der Industrialisierung mit ihren wirtschaftlichen und sozialen Umwälzungen. Während es der proletarischen Bewegung darum ging, für Männer entsprechend hohe Löhne zu erstreiten, die es ihnen als Haushaltsvorständen ermöglichen sollte, Frau und Kinder zu ernähren – die Frau sollte nicht mehr arbeiten müssen, sondern sich nach bürgerlichem Vorbild ganz und gar Haushalt und Kindern widmen können – setzten sich die größtenteils aus bürgerlichem Milieu stammenden Mitglieder des Deutsch-Evangelischen Frauenbundes für den gleichberechtigten Zugang zu Bildung und Beruf für Mädchen und Frauen ein. In der damaligen Zeit zielte die Ausbildung von Mädchen in erster Linie auf die Vorbereitung für ein Dasein als Ehefrau und Mutter. Die Wege zu einem selbstbestimmten Leben und die Teilhabe am öffentlichen Leben blieben Frauen praktisch verschlossen. Der Deutsch-Evangelische Frauenbund dagegen engagierte sich bereits im Jahr 1903 für das Wahlrecht der Frauen in der kirchlichen und kommunalen Gemeinde.
Im Jahr 1908 trat der DEF dem Bund Deutscher Frauenvereine (BDF) bei. Einige im BDF vertretene Vereine setzen sich für das allgemeine Frauenwahlrecht ein. Der Beitritt erfolgte unter der Bedingung, dass der BDF die abweichende Haltung in der Frage des politischen Wahlrechts, nämlich sich neutral zu verhalten, akzeptiere. Für den Deutsch-Evangelischen Frauenbund standen andere Probleme stärker im Fokus. Mit praktischer Hilfe versuchte man die soziale Not großer Bevölkerungsteile zu lindern. Der D.E.F.B. initiierte Projekte für straffällig Gewordene, Alkoholabhängige und deren Familien. Mit der Gründung einer Vermittlungsagentur für im Haushalt tätige junge Frauen versuchte man Mindeststandards festzusetzen und Ausbeutung zu vermindern. Bildung für Frauen, freie Berufswahl und deren Ausübung für eine finanzielle Daseinssicherung waren weitere Ziele des D.E.F.B. Nach Auffassung des D.E.F.B kam mit der Einführung eines Frauenwahlrechts nur Einführung eines allgemeinen gleichen und geheimen politischen Wahlrechts für beide Geschlechter in Frage. Man bewertete die politische Reife der potenziellen Wählerinnen aufgrund der innerpolitischen Verhältnisse für noch nicht gegeben. Andere Mitglieder des Frauenbundes sahen dies anders und forderten durchaus das allgemeine politische Stimmrecht für Frauen. Das galt vor allem für Lehrerinnen und Beschäftigte in der Armen- und Waisenpflege, die sich für einen direkten Einfluss von Frauen im parlamentarischen Entscheidungsprozess einsetzten. Da man keine Einigung erzielen konnte, übernahm der Deutsche Evangelische Frauenbund insgesamt eine neutrale Position und sprach sich im BDF gegen eine aktive Werbung für das Frauenwahlrecht aus. Die Arbeitskraft des Bundes würde nach innen und außen gelähmt, schrieb Paula Mueller (1. Vorsitzende von 1901 bis 1934) an die Schriftführerin des BDF, Alice Bensheimer, zum am 14. März 1918 beschlossenen Austritt des DEFB aus dem BDF.

### Weimarer Republik und Nationalsozialismus
Nachdem in der Weimarer Republik das Frauenwahlrecht eingeführt worden war, gingen führende Mitglieder des Frauenbundes, die sich bereits auch schon vor der Weimarer Republik politisch engagiert hatten, ganz in die Politik. So saß beispielsweise die erste Vorsitzende Paula Mueller zwölf Jahre lang als Abgeordnete im Reichstag.
Der Deutsche Evangelische Frauenbund befasst sich nicht auf politischer Ebene mit sozialen Sachfragen, sondern versucht in engagierten Sozialprojekten eine Verbesserung für Frauen in besonderen Notlagen zu erreichen. Frauen im DEFB nahmen sich zahlreicher sozialer Brennpunkte an, die häufig von der gesellschaftlichen Mehrheit ausgeblendet wurden. Beispielsweise richteten engagierte Frauen an vielen Orten in Deutschland sogenannte „Rettungshäuser“ ein. Unverheiratet und schwanger – das wurde noch bis Anfang der 1970er Jahre als Schande angesehen. Ledige Mädchen und Frauen „in anderen Umständen“ wurden gesellschaftlich weitgehend geächtet und wussten oft nicht, wohin sie Zuflucht nehmen konnten. In den Rettungshäusern konnten sie unter medizinischer Betreuung ihre Kinder bekommen und die Zeit danach planen. Die Stadt Hannover beispielsweise stellte dem Ortsverband Hannover ein Grundstück und etwas Geld für das Mütter- und Säuglingsheim zur Verfügung, das dann dank weiterer Spenden gebaut werden konnte.
Der Bundesverband gründete 1905 das Christlich-Soziale Frauenseminar (CSF), in Hannover die erste Ausbildungsstätte für Fürsorgerinnen (Sozialarbeiterinnen) in Deutschland. 1924 kam der Ausbildungszweig für kirchliche Wohlfahrtspflegerinnen (Gemeindehelferinnen) hinzu. In den 1970er Jahren wurde die Christlich-Soziale Frauenschule im Zuge der Hochschulreform mit anderen Werken der Evangelischen Fachhochschule Hannover eingegliedert, die heute eine Fakultät der Hochschule Hannover bildet.
Nach der Regierungsübernahme der Nationalsozialisten schloss sich der DEFB der kirchlichen Frauenarbeit an, um einer Eingliederung in die NS-Frauenschaft bzw. der Auflösung zu entgehen. Nach 1938 durften die „Ortsgruppen“ des Frauenbundes nicht mehr diesen Namen führen, und im Zuge der Entkonfessionalisierung musste der DEFB nach 1939 ein praktisches Arbeitsgebiet nach dem anderen aufgeben.

### Nach 1945
1945 konstituierte sich der Deutsch-Evangelische Frauenbund wieder als eigenständiger Verein und nahm die Schwerpunkte Bildungsarbeit und soziale Aufgaben wieder auf. 1949 benannten sich die Ortsgruppen im Gebiet der DDR unter staatlichem Druck in Arbeitsgemeinschaft Evangelischer Frauen der DDR um. 1953 wurde das Mädchenwohnheim Haus Eilenriede in Hannover eingeweiht. Es diente als Wohnheim für minderjährige Mädchen, die zur Absolvierung einer Ausbildung in die Stadt gekommen waren.
Mit der Namensänderung 1969 kamen neue Gremienfunktionen, Arbeitsfelder und Themenschwerpunkte hinzu, darunter die Arbeitsgemeinschaft Evangelischer Hausfrauen (AEH), Medienbeobachtung und Mitgliedschaft in Rundfunkräten, die Arbeitsgemeinschaft christlicher Frauen des DEF und des KDFB (Katholischer Deutscher Frauenbund) zur Förderung des ökumenischen Prozesses, die Arbeitsschwerpunkte Umwelt- und Verbraucherpolitik sowie der Themenschwerpunkt Demographischer Wandel. Hinzu kommen die jeweiligen Arbeitsschwerpunkte der Landes- und Ortsverbände, die den regionalen Erfordernissen Rechnung tragen.
Der Evangelische Frauenbund ist Mitglied im Deutschen Hauswirtschaftsrat.

## Bundesvorsitzende
- 1899–1900: Gertrud Knutzen (1841–1906)
- 1901–1934: Paula Müller-Otfried (1865–1946)
- 1934–1947: Meta Eyl (1894–1952)
- 1948–1966: Hildegard Ellenbeck (1895–1974)
- 1966–1981: Irmgard von Meibom (1916–2001)
- 1981–2003: Brunhilde Fabricius (* 1931)
- 2003–2011: Inge Gehlert
- 2011–2013: Bärbel Claus
- 2013–2015: Inge Gehlert
- seit 2015: Dietlinde Kunad[5]

## Persönlichkeiten
- Adelheid von Bennigsen (1861–1938), eine der führenden Persönlichkeiten des DEFB, auch auf Bundesebene[6]
- Elisabeth Consbruch (1863–1938), Mitglied im fünfköpfigen Hauptvorstand bei der Gründung des Bunds, Pädagogin, Frauenrechtlerin und 1919 eine der sechs ersten weiblichen Stadtverordneten in Kassel.[7]
- Hermine Gräfin von Bernstorff (1868–1941), Landtagsabgeordnete in Mecklenburg-Schwerin, später in Wernigerode wohnhaft
- Auguste Jorns (1877–1966), von 1917 bis 1942 Leiterin des Christlich-Sozialen Frauenseminars[8]
- Else Hueck-Dehio (1897–1976), Schriftstellerin, von 1935 bis 1950 Vorsitzende des Ortsverbandes Lüdenscheid[9]